# ماكدونالد بيلي
ماكدونالد بيلي (بالإنجليزية: McDonald Bailey)‏ (و. 1920 – 2013 م) هو لاعب دوري الرغبي، وعداء سريع، ومنافس ألعاب قوى من المملكة المتحدة، والمملكة المتحدة لبريطانيا العظمى وأيرلندا، شارك في الألعاب الأولمبية الصيفية 1952، والألعاب الأولمبية الصيفية 1948، توفي في بورت أوف سبين، عن عمر يناهز 93 عاماً.

## جوائز
حصل على جوائز منها:

Chaconia Medal ‏

## روابط خارجية
- ماكدونالد بيلي على موقع الاتحاد الدولي لألعاب القوى (الإنجليزية)
- ماكدونالد بيلي على موقع أوليمبيديا (الإنجليزية)
- ماكدونالد بيلي على موقع اللجنة الأولمبية البريطانية (الإنجليزية)